# Base de données XML native
Une base de données XML Native (NXD en anglais) est une base de données qui s'appuie sur le modèle de données fourni par XML. Elle utilise typiquement des langages de requête XML comme XPath ou XQuery.
L'indexation dans une base de données XML nécessite d'indexer non seulement le contenu des éléments mais aussi la structure, les relations entre éléments pour que des requêtes XPath comme /foo/bar utilisent l'index.

## Exemples de logiciels de base de données XML
- BaseX. Open Source, XQuery Update et Full Text
- DB-XML (Sleepycat)
- eXist
- IXIASOFT TEXTML Server, XPath, Full Text et voûte documentaire
- MarkLogic MarkLogic, XQuery et Full Text
- Qizx
- xDB EMC², XQuery Update et Full Text
- Xindice
- Oracle Berkeley DB XML. Open Source basé sur Oracle Berkeley DB, parser, XQuery Update et Full Text